# Dansdepartementet
Dansdepartementet var ett svenskt postpunkband under 1980-talet. De spelades  på radio och TV, samt turnerade flitigt. De släppte albumen "Dansdepartementet" (1984), "Niagara" (1986) och "Verklighetens Dag" (1988), 
samt singlarna "Besserwisser" (1983), "Wankers" (1985), "Catch as catch can" (1986) och "Skuggan" (1988). Skivbolaget Preachers Cath Records har tagit på sig att ge ut deras samtliga skivor för streaming och nedladdning i olika plattformar från Spotify till iTunes. Sångaren och gitarristen Mike Syrén blev senare manusförfattare och regissör.